# Coddenham
Coddenham är en by och civil parish i Mid Suffolk i Suffolk, England. Orten har 521 invånare (2001). Den har en kyrka.